# Sommerschafweide auf Sandberg, Silberberg und vor dem Brömes
Das Gebiet Sommerschafweide auf Sandberg, Silberberg und vor dem Brömes ist ein vom Landratsamt Münsingen am 31. Mai 1955 durch Verordnung ausgewiesenes Landschaftsschutzgebiet auf dem Gebiet der Stadt Hayingen.

## Lage
Die drei Teilgebiete des etwa 52 Hektar großen Landschaftsschutzgebiets liegen nördlich des Stadtteils Ehestetten. Es gehört zum Naturraum Mittlere Kuppenalb und zur Pflegezone des Biosphärengebiets Schwäbische Alb.

## Landschaftscharakter
Das Gebiet ist heute zum überwiegenden Teil bewaldet. Lediglich im Gewann Innere Salenäcker sind wenige landwirtschaftliche Flächen mit eingeschlossen. Die charakteristischen Strukturen einer Schafweide sind kaum noch vorhanden.